# Hovanuncia
Hovanuncia is een geslacht van hooiwagens uit de familie Triaenonychidae.
De wetenschappelijke naam Hovanuncia is voor het eerst geldig gepubliceerd door Lawrence in 1959. 

## Soorten
Hovanuncia omvat de volgende 3 soorten:
- Hovanuncia bidentata
- Hovanuncia monticola
- Hovanuncia pupilla